# Südafrikanische Leichtathletik-Meisterschaften 2019
Die 109. Südafrikanischen Leichtathletik-Meisterschaften wurden vom 25. bis 27. April 2019 im Germiston Stadium in Germiston ausgetragen.

## Medaillengewinner

### Männer
| Disziplin         | Gold                    | Leistung     | Silber                        | Leistung     | Bronze                 | Leistung     |
| ----------------- | ----------------------- | ------------ | ----------------------------- | ------------ | ---------------------- | ------------ |
| 100 m             | Simon Magakwe           | 10,05 s      | Thando Dlodlo                 | 10,15 s      | Chederick van Wyk      | 10,27 s      |
| 200 m             | Akani Simbine           | 20,27 s      | Chederick van Wyk             | 20,64 s      | Theodore Young         | 20,71 s      |
| 400 m             | Gardeo Isaacs           | 45,39        | Thapelo Phora                 | 45,67 s      | Ashley Hlungwani       | 45,76 s      |
| 800 m             | Kabelo Mohlosi          | 1:47,40 min  | Rynardt van Rensburg          | 1:47,44 min  | Theuns Ehlers          | 1:47,55 min  |
| 1500 m            | Ryan Mphahlele          | 3:43,60 min  | Nkosinathi Sibiya             | 3:45,50 min  | Flavio Sehohle         | 3:46,32 min  |
| 5000 m            | Lesiba Precious Mashele | 14:06,18 min | Philani Buthelezi             | 14:13,10 min | Desmond Mokgobu        | 14:16,04 min |
| 10.000 m          | Philani Buthelezi       | 29:21,71 min | Regan Magwai                  | 29:46,64 min | Mokofane Milton Kekana | 29:57,77 min |
| 110 m Hürden      | Antonio Alkana          | 13,38 s      | Ruan de Vries                 | 13,55 s      | Tiaan Kleynhans        | 13,86 s      |
| 400 m Hürden      | Lindsay Hanekom         | 48,81 s      | Sokwakhana Zazini             | 49,33 s      | Cornel Fredericks      | 49,87 s      |
| 3000 m Hindernis  | Rantso Mokopane         | 8:59,17 min  | Dikotsi Lekopa                | 9:02,73 min  | Tumisang Monnatlala    | 9:15,72 min  |
| 4 × 100 m Staffel | RSA                     | 39,35 s      | AGN                           | 40,03 s      | EPA                    | 40,73 s      |
| 4 × 400 m Staffel | AGN                     | 3:04,26 min  | ACNW                          | 3:07,75 min  | BOLA                   | 3:09,91 min  |
| 20-km-Gehen       | Wayne Snyman            | 1:30:17 h    | Sizwe Ndebele                 | 1:32:23 h    | Tumisang Pule          | 1:32:42 h    |
| Hochsprung        | Mpho Links              | 2,25 m       | Keegan Fourie                 | 2,20 m       | Breyton Poole          | 2,15 m       |
| Stabhochsprung    | Valco van Wyk           | 5,10 m       | Nikolai Hendrik van Huyssteen | 4,90 m       | Kyle Rademeyer         | 4,80 m       |
| Weitsprung        | Luvo Manyonga           | 8,35 m       | Ruswahl Samaai                | 8,21 m       | Zarck Visser           | 8,01 m       |
| Dreisprung        | Godfrey Khotso Mokoena  | 16,81 m      | Menzi Mthembu                 | 16,00 m      | Sefako Mokhosoa        | 15,77 m      |
| Kugelstoßen       | Orazio Cremona          | 21,51 m      | Kyle Blignaut                 | 20,03 m      | Zane Weir              | 19,09 m      |
| Diskuswurf        | Victor Hogan            | 60,20 m      | Werner Visser                 | 58,04 m      | Johan Scholtz          | 54,55 m      |
| Hammerwurf        | Tshepang Makhethe       | 72,25 m      | Chris Harmse                  | 71,70 m      | Allan Cumming          | 68,79 m      |
| Speerwurf         | Rocco van Rooyen        | 77,82 m      | Johan Grobler                 | 76,97 m      | Tobie Holtzhausen      | 70,49 m      |
| Zehnkampf         | Fredriech Pretorius     | 7812 Punkte  | Duncan McGladdery             | 6825 Punkte  | Marcelle de Jager      | 6651 Punkte  |

### Frauen
| Disziplin         | Gold                  | Leistung     | Silber                   | Leistung     | Bronze                     | Leistung     |
| ----------------- | --------------------- | ------------ | ------------------------ | ------------ | -------------------------- | ------------ |
| 100 m             | Tebogo Mamathu        | 11,45 s      | Rose Xeyi                | 11,61 s      | Reabetswe Moloi            | 11,78 s      |
| 200 m             | Tamzin Thomas         | 23,64 s      | Ariane Nel               | 24,17 s      | Petunia Obisi              | 24,30 s      |
| 400 m             | Danel Holton          | 54,03 s      | Kirsten Ahrens           | 54,60 s      | Marlie Viljoen             | 54,67 s      |
| 800 m             | Prudence Sekgodiso    | 2:05,06 min  | Gena Löfstrand           | 2:05,11 min  | Niene Muller               | 2:06,21 min  |
| 1500 m            | Caster Semenya        | 4:13,59 min  | Carmie Prinsloo          | 4:29,55 min  | Nicole Louw                | 4:32,47 min  |
| 5000 m            | Caster Semenya        | 16:05,97 min | Dominique Scott          | 16:13,71 min | Kesa Molotsane             | 16:25,23 min |
| 10.000 m          | Glenrose Xaba         | 35:08,92 min | Carmie Prinsloo          | 36:10,21 min | Cherise Sims               | 36:24,20 min |
| 100 m Hürden      | Taylon Bieldt         | 13,63 s      | Antionette van der Merwe | 13,83 s      | Janke van Wyk              | 13,95 s      |
| 400 m Hürden      | Zenéy van der Walt    | 55,93 s      | Wenda Nel                | 56,07 s      | Rogail Joseph              | 58,43 s      |
| 3000 m Hindernis  | Kirsty Bell           | 10:45,25 min | Carlyn Fischer           | 10:55,46 min | Vuyiseka Nkumenge          | 10:56,02 min |
| 4 × 100 m Staffel | RSA                   | 44,92 s      | AGN                      | 47,00 s      | CGA                        | 49,10 s      |
| 4 × 400 m Staffel | AGN                   | 3:36,41 min  | AGN                      | 3:44,43 min  | ACNW                       | 3:45,00 min  |
| 20-km-Gehen       | Anel Oosthuizen       | 1:40:22 h    | Zelda Schultz            | 1:48:36 h    | Annette Koen               | 1:53:32 h    |
| Hochsprung        | Julia du Plessis      | 1,80 m       | Kristi Snyman            | 1,80 m       | Brittany Uys               | 1,75 m       |
| Stabhochsprung    | Mirè Reinstorf        | 3,80 m       | Esli Lamley              | 3,70 m       | Nicole Janse van Rensburg  | 4,50 m       |
| Weitsprung        | Lynique Beneke        | 6,64 m       | Eljonè Kruger            | 6,61 m       | Zinzi Chabangu             | 6,55 m       |
| Dreisprung        | Zinzi Chabangu        | 13,42 m      | Patience Ntshingila      | 13,29 m      | Maruska Janse van Rensburg | 12,59 m      |
| Kugelstoßen       | Ischke Senekal        | 16,80 m      | Meike Strydom            | 15,55 m      | Sonia Smuts                | 14,56 m      |
| Diskuswurf        | Ischke Senekal        | 55,72 m      | Yolandi Stander          | 53,32 m      | Leandri Geel               | 49,00 m      |
| Hammerwurf        | Margo Chene Pretorius | 61,89 m      | Marga Cumming            | 61,27 m      | Stefanie Greyling          | 57,24 m      |
| Speerwurf         | Sunette Viljoen       | 57,23 m      | Jo-Ane van Dyk           | 54,09 m      | Jana van Schalkwyk         | 51,29 m      |
| Siebenkampf       | Anri Salim            | 4843 Punkte  | Shannon Verster          | 4731 Punkte  | Geraldine King             | 4433 Punkte  |